# Yari Bernasconi
Yari Bernasconi (* 18. Dezember 1982 in Lugano) ist ein italienischsprachiger Schweizer Dichter und Schriftsteller.

## Leben
Yari Bernasconi wuchs «als Sohn einer italienischen Mutter und eines Vaters, der halb Italiener und halb Berner ist», in Caslano auf. Er studierte italienische Literatur und romanische Philologie an der Universität Freiburg (Schweiz), wo er 2013 promovierte. Nach dem Terra-Nova-Preis der Schweizerischen Schillerstiftung für seinen ersten Gedichtband, Nuovi giorni di polvere, erhielt er einen Schweizer Literaturpreis für La casa vuota. Er ist Kulturjournalist für das italienischsprachige Schweizer Radio Rete Due und lebt in Hinterkappelen bei Bern.
Neben seiner individuellen Karriere ist Bernasconi gemeinsam mit dem Schriftsteller und Freund Andrea Fazioli Autor verschiedener literarischer Projekte, die unter dem Namen Yari Bernasconi & Andrea Fazioli veröffentlicht sind. Zu diesen Werken gehören beispielsweise die literarische Reportage A Zurigo, sulla luna. Dodici mesi in Paradeplatz, die 2022 ins Deutsche übersetzt wurde, oder die Postkartensammlung Non importa dove.

## Auszeichnungen
- 2016: Terra-Nova-Preis der Schweizerischen Schillerstiftung und Premio Castello di Villalta Giovani für Nuovi giorni di polvere[4]
- 2022: Schweizer Literaturpreis für La casa vuota[5]

## Werke
- Nuovi giorni di polvere. Gedichte. Edizioni Casagrande, Bellinzona 2015, ISBN 978-887713698-5.
- Nouveaux jours de poussière / Nuovi giorni di polvere. Gedichte. Übersetzung von Anita Rochedy, Nachwort von Fabio Pusterla. Éditions d’en bas, Lausanne 2018, ISBN 978-2-82900569-5.
- Neue staubige Tage / Nuovi giorni di polvere. Gedichte. Übersetzung von Julia Dengg, Nachwort von Fabio Pusterla. Limmat Verlag, Zürich 2021, ISBN 978-3-03926014-0.
- mit Andrea Fazioli: A Zurigo, sulla luna. Dodici mesi in Paradeplatz. Literarische Reportage. Gabriele Capelli Editore, Mendrisio 2021, ISBN 978-883128514-8.
- La casa vuota. Gedichte. Marcos y Marcos, Mailand 2021, ISBN 978-889294039-0.
- mit Andrea Fazioli: In Zürich, auf dem Mond. Zwölf Monate am Paradeplatz. Übersetzung von Marina Galli. Limmat Verlag, Zürich 2022, ISBN 978-3-03926-043-0.
- mit Andrea Fazioli und Antoine Déprez: Manca poco a Natale. Gabriele Capelli Editore, Mendrisio 2023, ISBN 978-88-31285-43-8.
- La Maison vide / La casa vuota. Gedichte. Übersetzung von Anita Rochedy. Éditions La Veilleuse, Lausanne 2025, ISBN 978-28-89780-22-8.
- mit Andrea Fazioli: Non importa dove. Gabriele Capelli Editore, Mendrisio 2025, ISBN 978-88-31285-62-9.